# U-1229
 U-1229  — немецкая подводная лодка типа IXC/40, времён Второй мировой войны. 
Заказ на постройку субмарины был отдан 14 октября 1941 года. Лодка была заложена 2 марта 1943 года на верфи судостроительной компании Дойче Верфт АГ, Гамбург, под строительным номером 392, спущена на воду 22 октября 1943 года, 13 января 1944 года под командованием капитан-лейтенанта (в дальнейшем — корветтен-капитана) Армина Зинке вошла в состав учебной 31-й флотилии. 1 августа 1944 года вошла в состав 10-й флотилии. Лодка совершила	один боевой поход, успехов не достигла. Потоплена 20 августа 1944 года в Северной Атлантике к юго-востоку от Ньюфаундленда, в районе с координатами 42°20′ с. ш. 51°39′ з. д. глубинными бомбами с трёх самолётов типа «Эвенджер» и двух типа «Вайлдкэт» из авиагруппы эскортного авианосца USS Bogue. 18 членов экипажа погибли, 41 человек спасся. 